# Юстиниан (военный магистр Востока)
Юстиниа́н (лат. Iustinianus; после 525—582) — восточно-римский аристократ и полководец, представитель династии Юстиниана. Участник войны на Балканах и против Сасанидского Ирана. Организатор неудачного заговора против императора Тиберия II.

## Биография

### Происхождение и начало военной карьеры
Родился в Константинополе вскоре после 525 года, второй сын двоюродного брата императора Юстиниана I Германа. Имел старшего брата Юстина и сестру Юстину, вышедшую замуж за полководца Иоанна.
Впервые был назначен военным главнокомандующим в 550 году, когда вместе с Юстином должен был сопровождать своего отца в походе против остготов в Италии. Однако прежде чем армия покинула место сбора на Балканах, Герман внезапно умер осенью 550 года. После этого Юстиниану и Иоанну было приказано вести армию к Салоне, готовясь к переходу в Италию или сухопутному маршу в Венецию. Иоанн оставался во главе армии до тех пор, пока назначенный новым главнокомандующим экспедиции в начале 551 г. евнух Нарсес не прибыл в Салону, чтобы принять на себя командование. В начале 552 г. Юстиниан был поставлен во главе похода против совершавших набеги на Иллирию славян, а вскоре после этого был отправлен на помощь лангобардам против гепидов. Его брат Юстин также участвовал в походе. Однако пришлось задержаться из-за необходимости подавить восстание в городе Ульпиана, из-за чего войско так и не прибыло на помощь лангобардам.

### На Востоке

Византийско-персидская граница.

Ничего не известно о Юстиниане в течение следующих 20 лет. Однако к 572 году он дослужился до звания патриция и был назначен главнокомандующим войсками в северо-восточном секторе границы империи с сасанидским Ираном (magister militum per Armeniam). Он поддерживал вспыхнувшее иберийское и армянское восстание против Сасанидов, что привело к началу войны Византии и.
В 572 году он поддержал армянские войска под командованием Вардана Мамиконяна в защите Двина и, когда крепость в конце концов пала, в её повторном захвате позже в том же году. Однако вскоре он был отозван в Константинополь из-за трений с армянами . В конце 574 или начале 575 года он был назначен magister militum per Orientem и главнокомандующим византийскими войсками на Востоке. В этой роли он приступил к обучению многочисленных свежих войск, и заключил примирение с правителем Гассанидов аль-Мунзиром, восстановив, таким образом, традиционный союз. Вскоре после этого было заключено трёхлетнее перемирие на месопотамском участке войны, не распространившееся на Армению.
Летом 575 или 576 года Юстиниану не удалось заблокировать продвижение персидской армии во главе с самим шахом Хосровом I через персидскую Армению. Когда шах вошёл в византийскую Каппадокию и двинулся к Кесарии, Юстиниан собрал превосходящую армию и перекрыл ведущие к ней горные перевалы. Хосров ушёл, разграбив при этом Себастею. Юстиниан преследовал Хосрова и дважды настиг его: в первый раз персидский шах и его армия спаслись бегством только после того, как бросили свой лагерь и свое имущество, а во второй раз римляне потерпели поражение в ночной атаке против их лагеря возле Мелитены из-за разногласий среди командиров. Затем персы штурмовали Мелитену и сожгли её. Однако, когда персидская армия готовилась форсировать Евфрат, войска Юстиниана догнали их. На следующий день две армии выстроились в боевой порядок у Мелитены, но боя не случилось. С наступлением темноты персы попытались тайно переправиться через реку, но были обнаружены и атакованы византийцами во время переправы. Персы понесли тяжёлые потери, а византийцы захватили большую добычу, в том числе 24 боевых слона, которых отправили в Константинополь. Следующей зимой Юстиниан продвинулся вглубь иранской территории через Мидию Атропатену и перезимовал со своей армией на южных берегах Каспийского моря. Тем не менее, он не смог восстановить контроль над персидской Арменией.
В 576/577 году сасанидский полководец Тамхосров вторгся в Армению, где победил византийцев под предводительством Юстиниана. Позже Тамхусро и Адармахан предприняли крупный набег на византийскую провинцию Осроену. Они угрожали городу Константина, но отступили, когда получили известие о приближении византийской армии Юстиниана. После этих неудач позже в том же году византийский регент цезарь Тиберий назначил преемником Юстиниана Маврикия.

### Последние годы
Вернувшись в столицу, по сведениям, сохранившимся исключительно в европейских источниках, Юстиниан был замешан в заговоре с императрицей Элией Софией по поводу престолонаследия её мужа Юстина II (годы правления 565—578), здоровье которого быстро ухудшалось. Они намеревались убить наследника Юстина Тиберия и возвести на престол Юстиниана. Тиберий, однако, раскрыл заговор, после чего Юстиниан умолял о прощении и предложил 1500 фунтов золота в знак раскаяния. Однако вскоре, между 579 и 581 годами, София и Юстиниан снова замышляли заговор. Этот заговор тоже был раскрыт, но Юстиниан снова был помилован.
У Юстиниана были дочь и сын, которых, вероятно, можно отождествить с Германом, который был женат на дочери Тиберия Харито и возведён в ранг цезаря. Юстиниан умер в Константинополе в 582 году.